# Tadeusz Mielecki
Tadeusz Józef Mielecki (ur. 1909, zm. 1980) – polski pracownik związany z Sanokiem.

## Życiorys

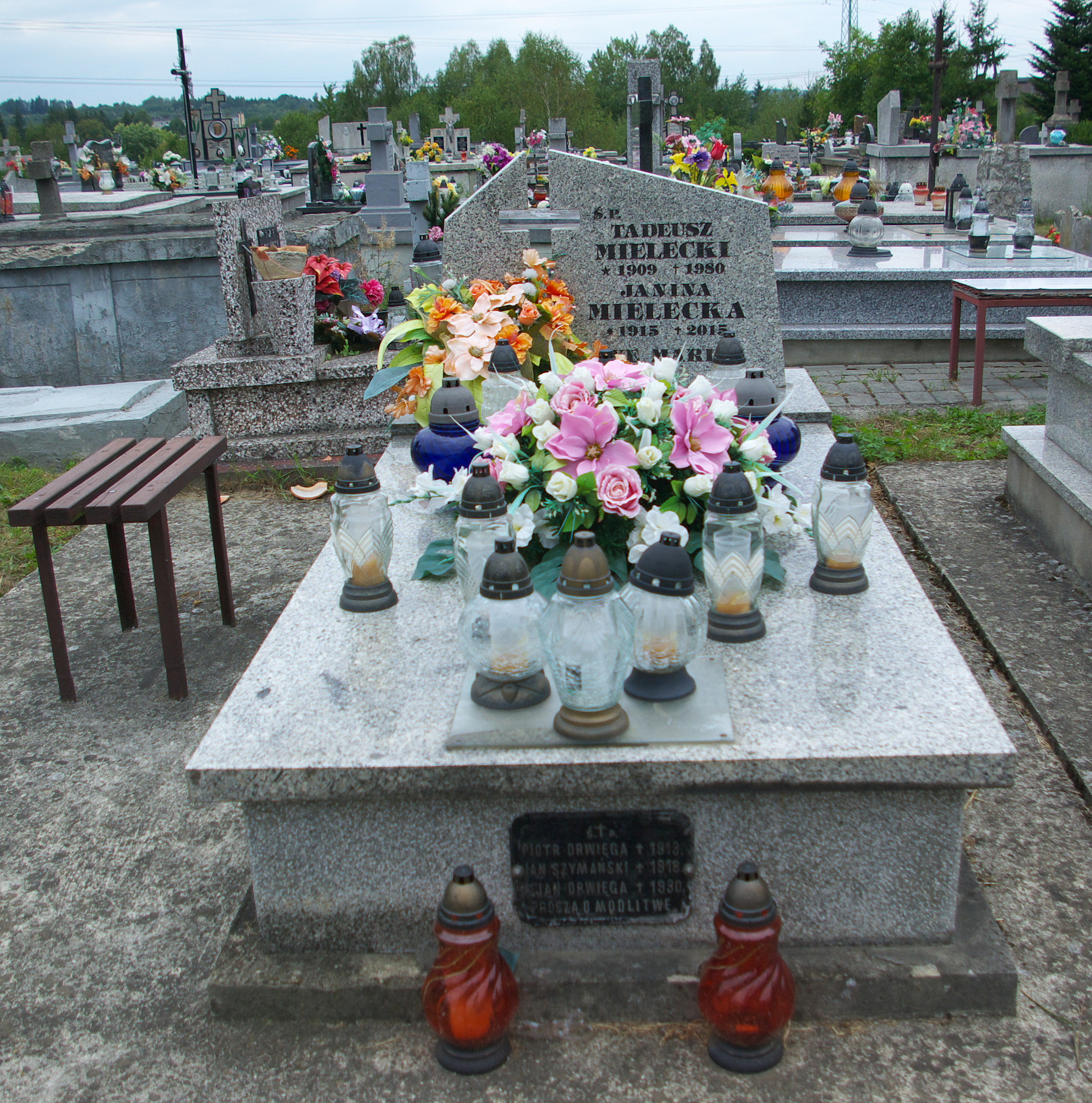
Grobowiec Tadeusza i Janiny Mieleckich

Tadeusz Józef Mielecki urodził się w 1909. Był synem Jana i Marii. W 1923 podjął pracę w Fabryce Maszyn i Wagonów – L. Zieleniewski w Sanoku. Z zawodu był kowalem. U kresu II wojny światowej działał przy reaktywacji fabryki od 1944. Wówczas pracował na stanowisku kierowcy, później był technologiem i kierownikiem działu w sanockim zakładzie pod nazwą Sanowag i w późniejszej Sanockiej Fabryki Autobusów „Autosan”. Był głównym wykonawcą pierwszego powojennego pojazdu w sanockiej fabryce, skonstruowanego przy wykorzystaniu silnika Forda. W latach 70. był kierownikiem zmianowym.
Zmarł w 1980. Został pochowany na Cmentarzu Posada w Sanoku. Jego żoną była Janina (1915-2015).

## Odznaczenia
- Krzyż Kawalerski Orderu Odrodzenia Polski (1974)[4][5]
- Srebrny Krzyż Zasługi (1958)
- Odznaka „Zasłużony dla Sanockiej Fabryki Autobusów” (1973)